# Дідьє Зокора
Деґюї́ Ала́н Дідьє́ Зокора́ (фр. Déguy Alain Didier Zokora; нар. 14 грудня 1980, Абіджан, Кот-д'Івуар) — івуарійський футболіст. Півзахисник. Виступав за національну збірну Кот-д'Івуару, у складі якої став рекордсменом за кількістю зіграних матчів за всю її історію.

## Досягнення
«Генк»
- Чемпіон Бельгії: 2001-02

«Тоттенхем Гостпур»
- Володар Кубка Футбольної ліги: 2007-08

«Севілья»
- Володар кубка Іспанії: 2009-10

Кот-д'Івуар
- Срібний призер Кубка африканських націй: 2006, 2012